# Wargacz śródziemnomorski
Wargacz śródziemnomorski (Symphodus mediterraneus) – gatunek ryby z rodziny wargaczowatych (Labridae).

## Występowanie
Występuje w północnym Atlantyku od Portugalii do Maroka, w pobliżu Madery i Azorów, Morze Śródziemne, Morze Marmara i Bosfor.
Ryba żyjąca w wodach przybrzeżnych, na rafach skalnych i łąkach trawy morskiej, na  głębokości do 50 m. 

## Opis
Dorasta maksymalnie do 15 cm. Ciało wydłużone o dużej głowie i spiczastym pysku.  Mały otwór gębowy z grubymi wargami. Szczęki wysuwalne na każdej z nich uzębienie w postaci dwóch dużych stożkowatych zębów, kość podniebienia bezzębna, natomiast dolna kości gardłowe zrośnięte w silną płytkę żującą. Łuski duże, koliste, wzdłuż  linii bocznej od 30-35 łusek przebiegających równolegle do linii grzbietu. Płetwa grzbietowe długa, niepodzielona podparta 15–18 twardymi i 9–11 miękkimi promieniami. Płetwa odbytowa podparta 3 twardymi i 8–12 miękkimi promieniami.
Ubarwienie odmienne dla płci. Samce przeważnie czerwonawobrązowe, w okresie godowym fioletowoczerwone z opalizującymi niebieskimi plamami i smugami. Samice jasnobrązowe bez pasków. U nasady płetwy piersiowej oraz na trzonie ogonowym wyraźne ciemne plamy, z obrzeżeniem, żółtym u samców i ciemnobrązowym u samic.

## Odżywianie
Odżywia się drobnymi zwierzętami żyjącymi na dnie.

## Rozród
Tarło odbywa się od maja do czerwca. Samiec buduje z fragmentów glonów gniazdo, które obsypuje piaskiem. Następnie broni złożonej ikry.